# Двойная игра (фильм, 2023)
«Двойная игра» (иер. трад. 潛行, упр. 潜行, кант.-рус.: Чхим хан, англ. I Did It My Way) — гонконгский криминальный драматический боевик 2023 года, срежиссированный Джейсоном Куанем по сценарию Фиби Чжао и Эрин Се. Продюсером и исполнителем главной роли выступил Энди Лау. Также в фильме снимались Лам Катун, Эдди Пэн и Ция Лю.

## Сюжет
Четыре тонны наркотиков тайно прибывают в Гонконг, а затем бесследно исчезают. Человеком, стоящим за этим бизнесом, оказывается, казалось бы, безобидный адвокат Джордж Лам. За счёт наркоторговли в онлайн трансляции через даркнет его близкий друг Сау Хоу и любимая жена Вивиан Ха сталкиваются с негативными переменами один за другим. Зайдя в тупик в своих незаконных делах, Лам окончательно сходит с ума, заставляя весь мир понести наказание.

## В ролях
- Энди Лау — Джордж Лам
- Лам Катун[англ.] — Сау Хоу
- Эдди Пэн[англ.] — Эдди Фон
- Ция Лю[англ.] — Вивиан Ха
- Саймон Ям[англ.] — Чун Каммин
- Лам Сют[англ.] — Юнь Мукъю
- Кент Чен — Дядя Кот
- Филип Кён[англ.] — Чань Чхиусан
- Хедвиг Тхам[кит.] — Мэгги Кон
- Терранс Лау[англ.] — Дэвис
- Кевин Чю[кит.] — Чань Сёньнам
- Энджи Чён[англ.] — тётя Чхиу
- Хо Вачхиу[кит.] — Хо Вин
- Чань Чёньфун — Немой
- Чэн Тао — Пхан Чит
- Джизель Лам[кит.] — Лэй Чимань
- Чю Тхинь — Чау Маньхин

## Восприятие
На сайте-агрегаторе рецензий Rotten Tomatoes у фильма 22 % положительных рецензий на основе 9 отзывов (2 положительных и 5 отрицательных) со средней оценкой 4,50 из 10 от кинокритиков, в то время как общий зрительский рейтинг составляет 39 %.